# Gert-Dietmar Klause
Gert-Dietmar Klause, född 25 mars 1945 i Reumtengrün, är en före detta östtysk längdskidåkare som tävlade under 1970-talet. Han tog silvermedalj på 50 kilometer vid olympiska vinterspelen 1976 i Innsbruck.
Klause hade en utbildning i metallbearbetningsindustrin och han blev sedan sportsoldat vid NVA. I Östtyskland blev han 20 gånger mästare i längdskidåkning.
Klause tog två VM-medaljer i 4 x 10 kilometer stafett (guld 1974, silver 1970). Hans bästa individuella VM-resultat var 4:a på 15 kilometer 1970.
I mars 1975 tog han som första icke nordisk tävlande och enda östtysk hem segern i Vasaloppet.